# Adolphus William Ward
Adolphus William Ward (Hampstead, 2 dicembre 1837 – 19 giugno 1924) è stato uno storico e letterato inglese.

## Biografia
Nato ad Hampstead (Londra), studiò in Germania e al Peterhouse College dell'Università di Cambridge.

### Carriera accademica
Nel 1866 fu nominato professore di storia e di letteratura inglese all'Owens College dell'Università di Manchester, di cui fu direttore dal 1890 al 1897, quando si ritirò dall'insegnamento. Nel 1898, Ward tenne le Ford Lectures all'Università di Oxford. 
Prese parte attiva nella fondazione della Victoria University, della quale fu vice-direttore dal 1886 al 1890 e dal 1894 al 1896. Nel 1897 gli fu conferita la cittadinanza onoraria della città di Manchester, e il 29 ottobre 1900 fu eletto preside del Peterhouse College di Cambridge.

## Opere
Il suo lavoro più importante è la sua fondamentale History of English Dramatic Literature to the Age of Queen Anne (1875), riedita in tre volumi nel 1899, dopo una completa revisione.
Scrisse anche The House of Austria in the Thirty Years' War (1869), Great Britain and Hanover (1899), The Electress Sophia and the Hanoverian Succession (1903); pubblicò i Poems di George Crabbe (2 voll., 1905-1906) e i Poetical Works di Alexander Pope (1869); scrisse i volumi su Geoffrey Chaucer e Charles Dickens nella serie "English Men of Letters", tradusse la History of Greece di Ernst Curtius (5 voll., 1868-1873); fu uno dei curatori della Cambridge Modern History, e,  con A. R. Waller, curò la Cambridge History of English Literature (1907, etc.).